# اوسوالدو کاستلان
اوسوالدو کاستلان (ایتالیایی: Osvaldo Castellan؛ زادهٔ ۲۱ ژانویهٔ ۱۹۵۱) دوچرخه‌سوار اهل ایتالیا است.